# Columba Domínguez
Columba Domínguez Alarid (Guaymas, Sonora, 4 de marzo de 1929-Ciudad de México, 13 de agosto de 2014) fue una actriz y cantante mexicana. Es recordada particularmente por sus actuaciones en Maclovia (1948), por la cual ganó el premio Ariel a mejor coactuación femenina, y Pueblerina (1949) y recibió el Ariel de Oro en 2013. 

## Biografía y carrera
Columba Domínguez Alarid nació el 4 de marzo de 1929 en Guaymas, Sonora, México.
Columba fue descubierta por el director cinematográfico Emilio "Indio" Fernández, quien queda maravillado con su belleza con rasgos mexicanos muy marcados y le da entrada al cine con pequeños personajes en películas como La Perla (1945) y Río Escondido (1947). Sus primeras películas, ¡Como México no hay dos! y Pepita Jiménez, son de 1945.
En 1948 Emilio Fernández le da el papel antagónico al de María Félix en la cinta Maclovia (1948). Su actuación es elogiada por la crítica y es gracias a esta cinta que Fernández le confía el papel protagónico de la que se convertiría en su mejor película: Pueblerina (1948), al lado de Roberto Cañedo. Gracias a esta película Columba asciende rápidamente al estrellato y se vuelve conocida en todo el mundo al ser presentada en el Festival Internacional de Cine de Karlovy Vary, antigua Checoslovaquia (hoy República Checa), En ese mismo año participa en La malquerida junto a Dolores del Río y Pedro Armendáriz en sustitución de Rita Macedo quien abandonó el proyecto.

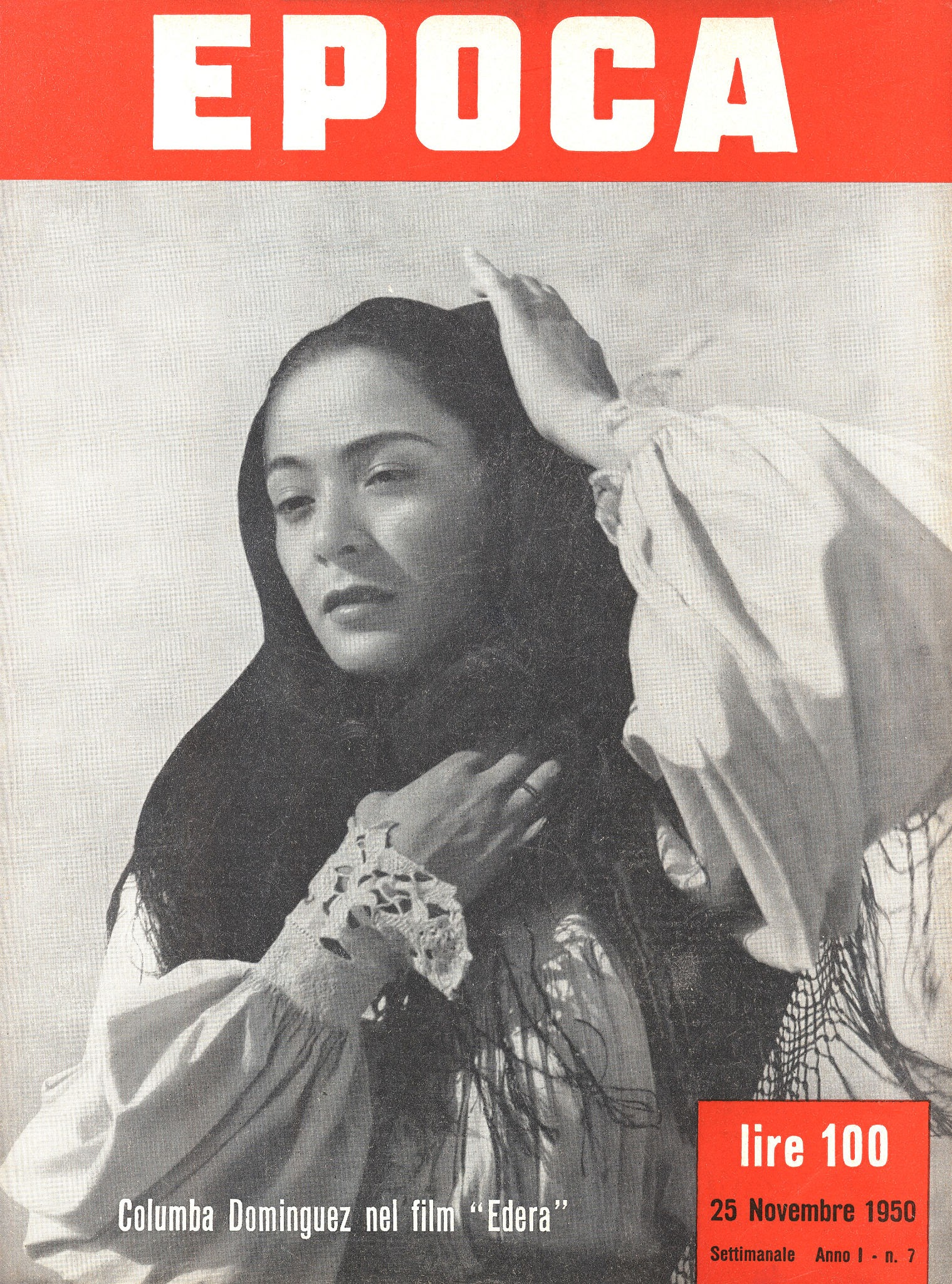
Domínguez en L'edera (1950), fotografía publicada por la revista italiana Epoca.

Precedida por el éxito de Pueblerina, es contratada en Italia para participar en el filme L'edera (1950), en donde interpreta el personaje principal, Anessa una niña adoptada que al crecer es culpable de un crimen hecho para tratar de salvar a su familia adoptiva de la bancarrota. El mismo año filma Un día de vida, que paso desapercibida en México, pero que se convirtió en un rotundo éxito en la ex Yugoslavia, estrenada en 1952.
Encasillada en papeles autóctonos, Columba termina por separarse laboralmente de Fernández en 1952, lo que le permitió consolidarse como una primera figura y trabajar bajo las órdenes de otros realizadores, como Luis Buñuel (con quien trabajó en El río y la muerte (1955), Fernando Méndez (director de la cinta de culto Ladrón de cadáveres (1957), considerada la mejor película mexicana del género fantástico) e Ismael Rodríguez (quien la llevó a estelarizar dos obras maestras: Los hermanos del hierro (1961) y Animas Trujano (1962) en donde trabajó al lado del actor japonés Toshiro Mifune), entre otros. En 1962 participó en El tejedor de milagros, cinta que representó a Latinoamérica en el IX Festival Internacional de Cine de Berlín. Columba también realizó el primer desnudo oficial del Cine Mexicano en la cinta La virtud desnuda (1956).

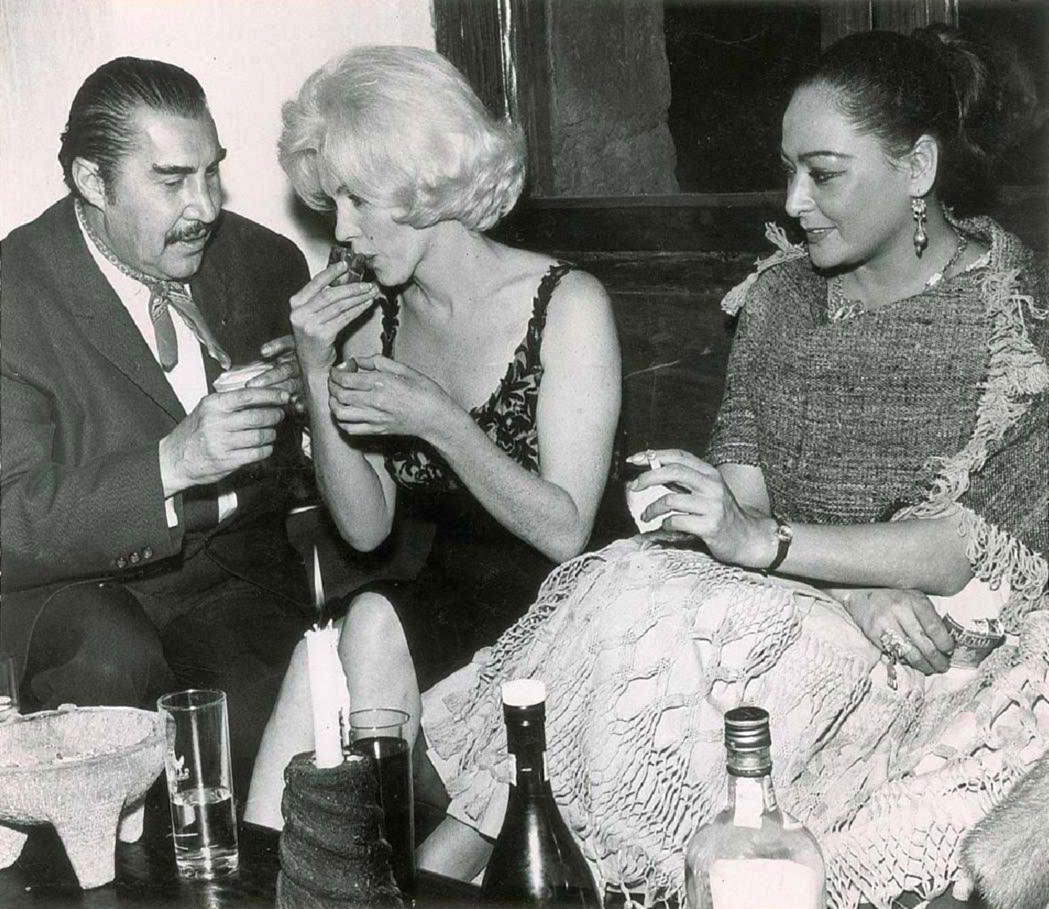
Domínguez con Emilio Fernández y Marilyn Monroe en 1962.

En 1961, Columba grabó un disco de larga duración titulado La voz dulce y mexicana de Columba Domínguez para el sello RCA Víctor, con arreglos de las orquestas de Mario Ruiz Armengol y Chucho Ferrer. El álbum contiene diez canciones y fue reeditada en formato digital por Sony Music en 2012.
En televisión destaca en el protagónico de La tormenta (1967) y El carruaje (1972), ambas novelas de corte histórico. Su última aparición de este rubro fue en Aprendiendo a amar de 1979, proyecto con gran éxito pero de ínfima calidad. En 1982 por problemas financieros tuvo que suspender la película Jacaranda, de la que fue guionista y productora; previamente había dirigido cinco cortometrajes. En 1984 la Asociación Nacional de Actores (ANDA) le hizo entrega de la medalla Virginia Fábregas, por sus más de 25 años de labor artística ininterrumpida.
Después de su retiro en 1987 la actriz, se dedicó a la danza, la materia humanística, pintura (llegando a exponer en Europa) y piano, además de practicar esgrima y equitación. En 2008, fue homenajeada por el Festival Internacional de Cine de la Frontera, en Ciudad Juárez, en el que se proyectaron algunas de las cintas más representativas en las que participó, y además, después de más de 20 años de estar retirada de la actuación, volvería con el cortometraje, Paloma. En 2010, la actriz hizo participaciones especiales en los filmes: La cebra y Borrar la memoria, estrenada en el Festival Internacional de Cine de Morelia. En 2012, participó en el rodaje de la película En el último trago, dirigida por Jack Zagha y que fue presentada en marzo de 2014 en el Festival Internacional de Cine de Guadalajara.
En mayo de 2013, Columba Domínguez fue galardonada con el Premio Ariel de Oro por su trayectoria. Este mismo año, Domínguez realizaría su último trabajo como actriz protagonizando en un cortometraje titulado Ramona, grabado en 2013 y lanzado en 2014.

## Vida personal
Después del éxito de Un día de vida (1950), en la antigua Yugoslavia, el literato yugoslavo Aleksandar Vuco declaró que nunca antes una película había provocado tantas lágrimas al público, y según un artículo de Vladimir Lazarević del periódico serbio Politika Ekpres editado en 1997, es la película más vista en la región de los últimos 50 años. Este fervor se renovó en 1997 cuando Columba, que por años siguió recibiendo cartas de admiradores asistió a Belgrado a la exhibición en la Cinética Nacional del Film.
Debido a su belleza física de rasgos mexicanos muy marcados, fue retratada por pintores como Miguel Covarrubias, Jesús Guerrero Galván y Diego Rivera.

### Relación con Emilio Fernández

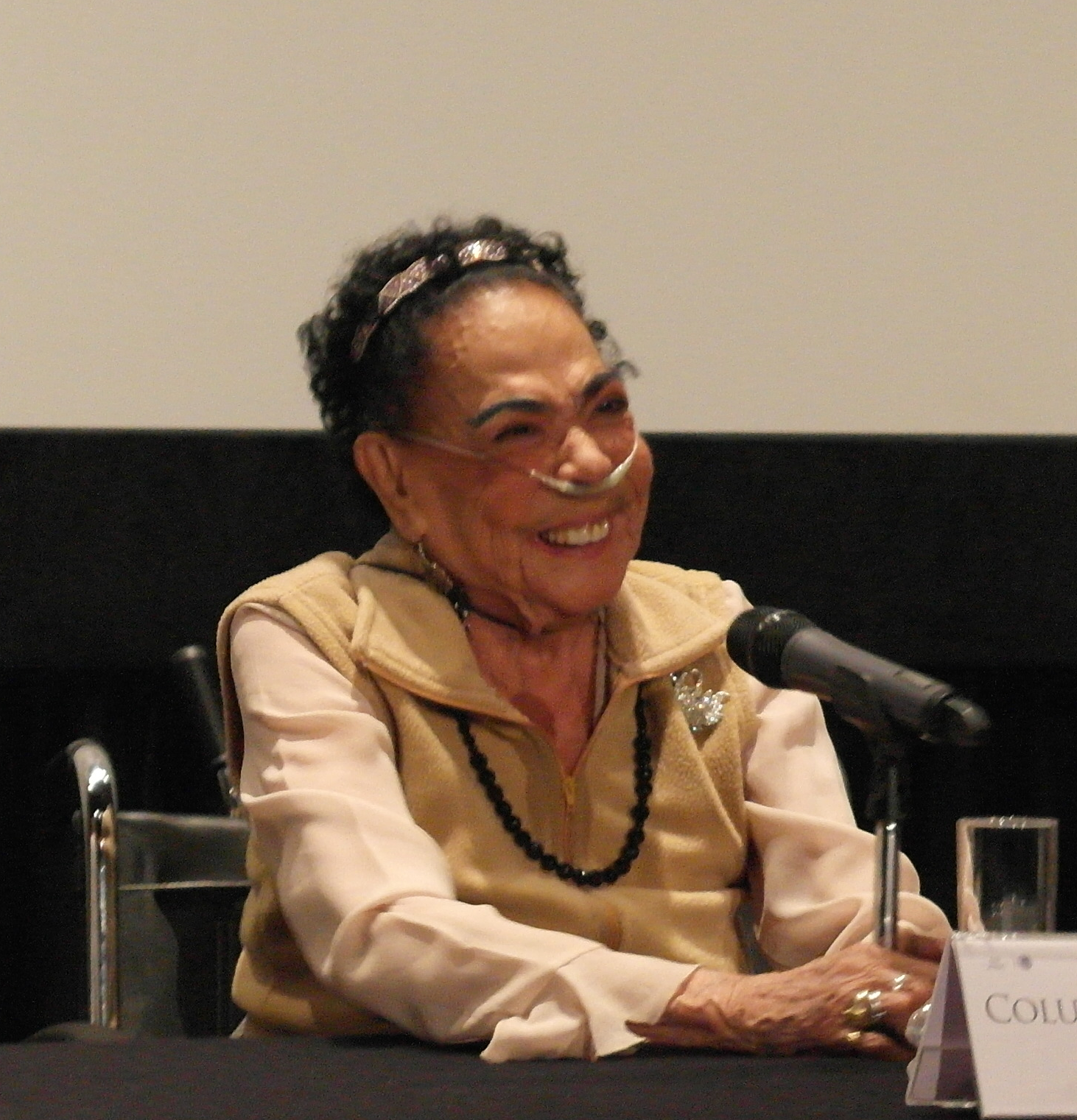
Domínguez en 2013.

Domínguez conoció al director cinematográfico y actor Emilio Fernández en una boda. Ahí, él se enamoró de ella y le prometió volverse su mentor actoral para convertirla en una de las actrices más importantes del cine de su época. Aunque en un inicio la relación se trataba solo como un tema laboral, ambos presuntamente se casaron en secreto cuando la actriz tenía apenas 16 años de edad y Fernández alrededor de 41.
Permaneciendo con él por varios años, cerca de 1953 procrearon a Jacaranda Fernández Domínguez, su única hija juntos. El 22 de noviembre de 1978, la joven de 25 años de edad falleció tras caer del tercer piso de su hogar, ubicado en la colonia Cuauhtémoc, Ciudad de México. La policía clasificó su muerte como un suicidio, pero su madre nunca aceptó esta versión, asegurando que su hija en realidad había sido asesinada. Los detalles en torno a su muerte nunca pudieron ser esclarecidos.
Luego del fallecimiento de Emilio Fernández en 1986, se desató una controversia sobre su testamento, particularmente sobre su casa ubicada en el barrio de Coyoacán, al sur de la Ciudad de México. Fernández murió intestado y automáticamente, su única hija sobreviviente, la escritora Adela Fernández y Fernández, fue nombrada su heredera universal, en perjuicio de Columba, quien alegaba derechos sobre la propiedad. De acuerdo a esta última, la mujer era adoptada, no era descendiente biológica de Emilio, y él nunca la adoptó legalmente. Estos detalles, así como la situación legal, nunca fueron aclarados porque Adela murió en 2013.
Adicionalmente, las dos nunca se llevaron bien, e incluso Adela llegó a asegurar que su padre le había sido infiel a la artista en varias ocasiones, a pesar de que ella siempre lo defendía y decía que era un hombre sumamente cariñoso que la cuidaba a ella y a la relación que ambos tenían.

## Muerte
Columba Domínguez falleció el miércoles 13 de agosto de 2014 en el Hospital Ángeles Santelena de la Ciudad de México como consecuencia de un infarto, luego de permanecer internada durante varios días por diversas complicaciones derivadas de la neumonía. Su cuerpo fue sepultado en una cripta del panteón Mausoleos del Ángel, ubicado en la misma ciudad.

## Discografía
La voz dulce y mexicana de Columba Domínguez (RCA Víctor, 1961)
Lado uno:
1. «La pajarera»
2. «Pregones de México»
3. «Nunca»
4. «Se me hizo fácil»
5. «Dime si me quieres»

Lado dos:
1. «Xochimilco»
2. «Te amaré vida mía»
3. «Nunca, nunca, nunca»
4. «Paloma mensajera»
5. «La barca de Guaymas»

## Filmografía

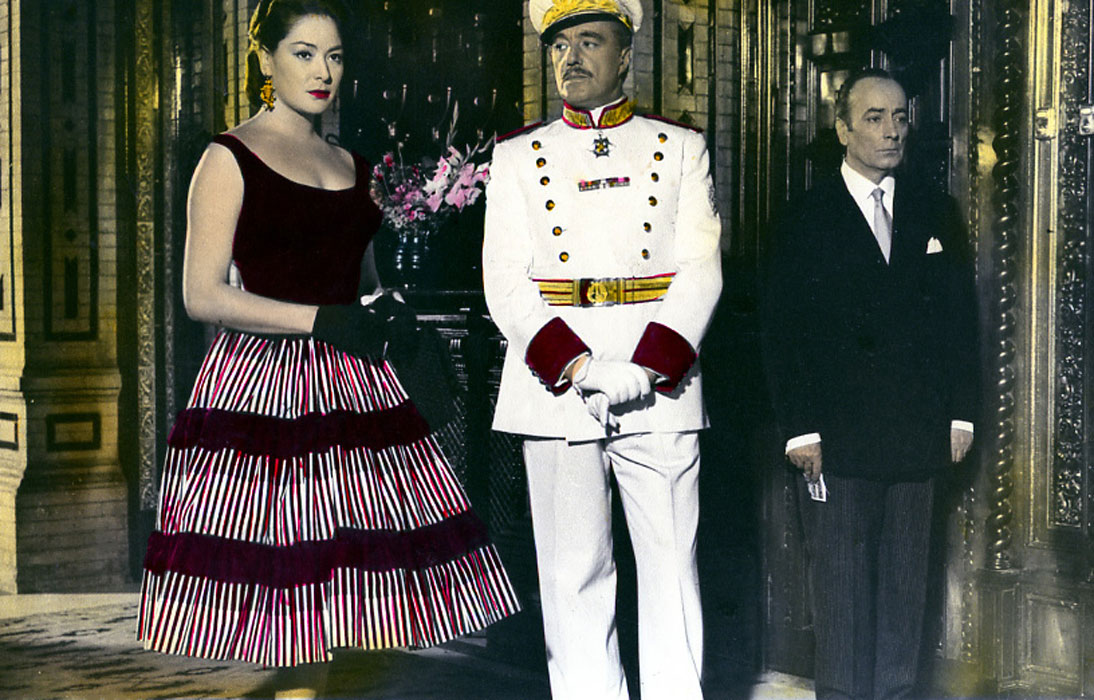
Domínguez con Vittorio De Sica (vestido de blanco) en Pan, amor y... Andalucía (1958).

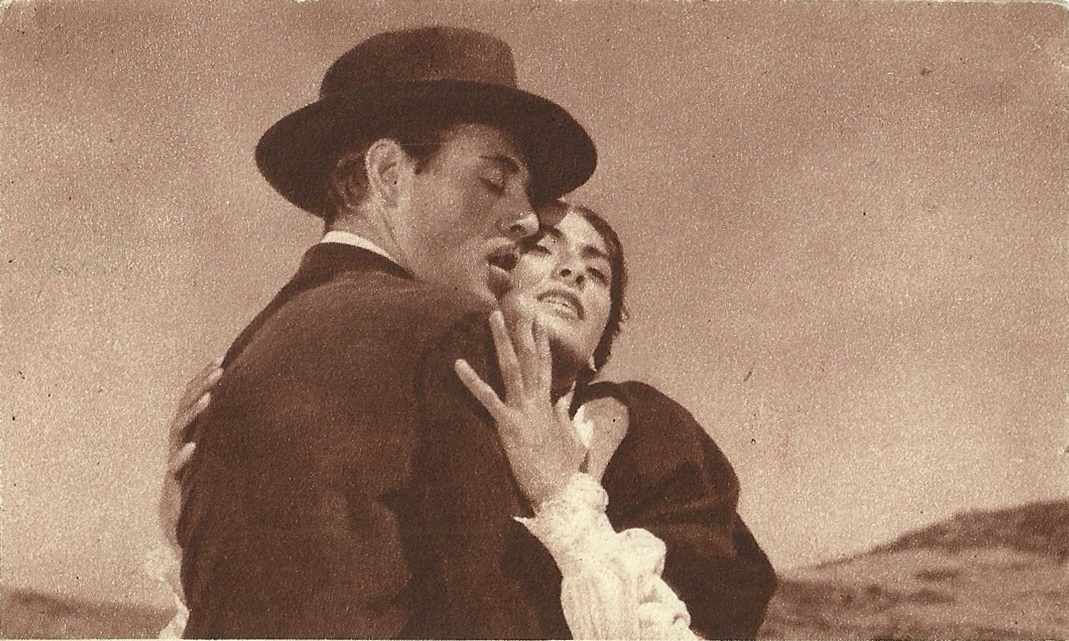
Con Roldano Lupi en L'edera (1950).

### Cortometrajes
- Paloma (2008)
- Ramona (2013)

### Películas
España
- Pan, amor y... Andalucía (1958)

Italia
- L'edera (1950)

México
- ¡Como México no hay dos! (1944)
- Pepita Jiménez (1945)
- La señora de enfrente (1945)
- La perla (1945)
- Soy charro de Rancho Grande (1947)
- Río Escondido (1947)
- Maclovia (1948)
- Pueblerina (1948)
- La malquerída (1949)
- Un día de vida (1950)
- La bienamada (1951)
- Cuando levanta la niebla (1952)
- El mar y tú (1952)
- Mujeres que trabajan (1953)
- Reportaje (1953)
- Pueblo, canto y esperanza (1954)
- Historia de un abrigo de mink (1955)
- El río y la muerte (1955)
- Fuerza de los humildes (1955)
- La virtud desnuda (1955)
- Ladrón de cadáveres (1956)
- Esposas infieles (1956)
- Cinco vidas y un destino (1956)
- Cabaret trágico (1957)
- El tiro de gracia (1957)
- Enterrado vivo (1957)
- Duelo indio (1957)
- El caudillo (1957)
- Mundo, demonio y carne (1958)
- Viva la parranda (1959)
- Ánimas Trujano (1961)
- Los hermanos Del Hierro (1961)
- El tejedor de milagros (1961)
- Pueblito (1961)
- Paloma herida (1962)
- El hombre de papel (1963)
- La sombra de los hijos (1963)
- El hombre propone... (1963)
- Furia en el edén (1964)
- La loba. Los horrores del bosque negro (1964)
- Aventura al centro de la tierra (1964)
- Marcelo y María (1964)
- Llanto por Juan indio (1965)
- Duelo de pistoleros (1965)
- Juventud sin ley /Rebeldes a go go (1965)
- Ambición sangrienta (1968)
- Mi niño Tizoc (1971)
- Soy el hijo del gallero (1977)
- Una gallina muy ponedora (1981)
- Arriba Michoacán (1986)
- Víctimas de la pobreza (1986)
- La Cebra (2010)
- Borrar la memoria (2010)
- El último trago (2012)

### Telenovelas
- Las momias de Guanajuato (1962)
- El caminante (1962)
- La tormenta (1967)
- Los inconformes (1968)
- El carruaje (1972)
- Cartas sin destino (1973)
- Los ricos también lloran (1979)
- Aprendiendo a amar (1980)

## Premios y nominaciones

### Premios Ariel
| Año  | Categoría            | Película    | Resultado |
| ---- | -------------------- | ----------- | --------- |
| 1949 | Coactuación Femenina | Maclovia    | Ganadora  |
| 2013 | Ariel de oro         | Trayectoria | Ganadora  |

### Ónix de la Universidad Iberoamericana
| Año  | Categoría | Película                | Resultado |
| ---- | --------- | ----------------------- | --------- |
| 1960 | Actriz    | Los hermanos del hierro | Ganadora  |

### Diosa de plata PECIME
| Año  | Categoría | Película       | Resultado |
| ---- | --------- | -------------- | --------- |
| 1963 | Actriz    | Ánimas Trujano | Nominada  |